# Humlegården (svensk park)
 For alternative betydninger, se Humlegården. (Se også artikler, som begynder med Humlegården)
Humlegården er en svensk park i den stockholmske bydel Östermalm.
Parken var oprindelig en kongelig have, hvor Johan 3. af Sverige havde frugt, kryderier og humle.
Siden 1869 har den været offentlig tilgængelig. I parkens sydlige del ligger Kungliga biblioteket.
- Hulmegården en vinter i 1880'erne, foto af Carl Curman
- Humlegården December 2012